# ريتشارد سابير
ريتشارد سابير (بالإنجليزية: Richard Sapir)‏ (15 سبتمبر 1936، نيويورك في الولايات المتحدة - 1987، نيوهامبشير في الولايات المتحدة)؛ روائي أمريكي. درس في جامعة كولومبيا.

## روابط خارجية
- ريتشارد سابير على موقع IMDb (الإنجليزية)
- ريتشارد سابير على موقع قاعدة بيانات الفيلم (الإنجليزية)